# Самойлов Сергій Анатолійович
Сергі́й Анато́лійович Само́йлов — полковник Збройних сил України, командир 299-ї бригади (Кульбакине, Миколаїв), військовий льотчик 1-го класу.

## Нагороди
19 липня 2014 року — за особисту мужність і героїзм, виявлені у захисті державного суверенітету та територіальної цілісності України, вірність військовій присязі під час російсько-української війни, відзначений — нагороджений орденом Богдана Хмельницького III ступеня.